# Cosmozetes engelbrechti
Cosmozetes engelbrechti är en kvalsterart som först beskrevs av Sandór Mahunka 1985.  Cosmozetes engelbrechti ingår i släktet Cosmozetes och familjen Microzetidae. Inga underarter finns listade i Catalogue of Life.